# Pilea brevistipula
Pilea brevistipula är en nässelväxtart som beskrevs av Ignatz Urban. Pilea brevistipula ingår i släktet pileor, och familjen nässelväxter. Inga underarter finns listade i Catalogue of Life.